# Sléttafell (kulle i Island, Suðurland, lat 63,74, long -19,80)
Sléttafell är ett berg kulle i republiken Island. Det ligger i regionen Suðurland, 110 km öster om huvudstaden Reykjavík. Toppen på Sléttafell är 535 meter över havet.
Trakten runt Sléttafell är nära nog obefolkad, med mindre än två invånare per kvadratkilometer. Det finns inga samhällen i närheten. Trakten runt Sléttafell är ofruktbar med lite eller ingen växtlighet.